# Ochotona rutila
A Pika-vermelha-do-Turquestão (Ochotona rutila) é um lagomorfo encontrado na Ásia Central.